# Xique-Xique
Xique-Xique este un oraș din statul Bahia (BA) din Brazilia.